# Benjamin-Immanuel Hoff

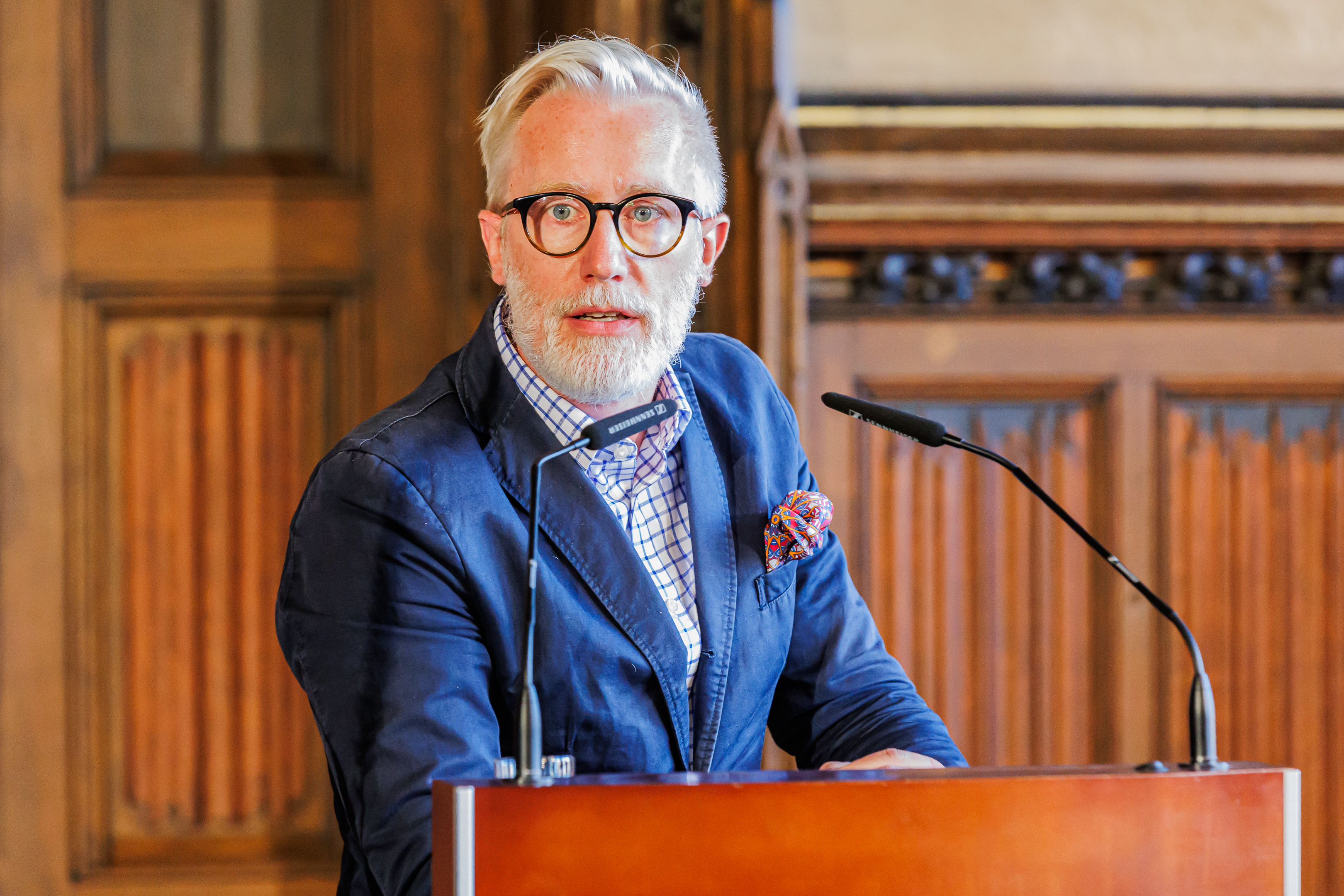
Benjamin-Immanuel Hoff, 2024

Benjamin-Immanuel Hoff (* 17. Februar 1976 in Ost-Berlin) ist ein deutscher Politiker (Die Linke) und Hochschullehrer. Von 2006 bis 2011 war er Staatssekretär für Gesundheit, Umwelt und Verbraucherschutz in Berlin. Von 2014 bis 2024 war er mit kurzer Unterbrechung Chef der Staatskanzlei und Minister für Kultur, Bundes- und Europaangelegenheiten im Freistaat Thüringen. Daneben war er von 2019 bis 2024 Beauftragter für jüdisches Leben in Thüringen und die Bekämpfung des Antisemitismus. Seit 2010 ist er Honorarprofessor für Sozialwissenschaften an der Alice-Salomon-Fachhochschule Berlin.

## Leben
Ab 1982 besuchte er die Polytechnische Oberschule „Heinrich Dorrenbach“ in Berlin-Mitte, die er 1990 verließ, um auf das Max-Planck-Gymnasium zu wechseln. Dort legte er 1995 das Abitur ab. Von 1996 bis 2001 absolvierte er ein Studium der Sozialwissenschaften an der Humboldt-Universität zu Berlin mit dem Diplomabschluss. Außerdem erhielt er den „Humboldt-Preis“, der ausgezeichnete wissenschaftliche Arbeiten von Studenten würdigt. 
Von 1999 bis 2006 unterrichtete er mit Lehraufträgen an der FU und der Humboldt-Universität zu Berlin. Hoff promovierte magna cum laude am Institut für Sozialwissenschaften der Humboldt-Universität bei Claus Offe mit einer Arbeit über „Solidarität, Wettbewerb und Haushaltskrisen im föderalen Wohlfahrtsstaat“. Von 2005 bis 2006 war er Leiter der Bund-Länder-Koordination in der Bundestagsfraktion Die Linke. Von Dezember 2006 bis Dezember 2011 war er Staatssekretär in der Senatsverwaltung für Gesundheit, Umwelt und Verbraucherschutz in Berlin. 2010 wurde er zudem zum Honorarprofessor an der Alice-Salomon-Fachhochschule ernannt. Ab 2012 bis zu seiner Ernennung als Minister in Thüringen war er als Geschäftsführender Gesellschafter der MehrWertConsult-Strategieberatung tätig. Von Dezember 2012 bis Dezember 2013 leitete er zudem als Rektor die private Fachhochschule Best-Sabel-Hochschule Berlin. Von 2013 bis 2021 war er Visiting Practioner Fellow bzw. Honorary Senior Research Fellow an der School of Law, Politics and Sociology der University of Sussex. Von 2017 bis 2020 hatte er regelmäßig Lehraufträge an der Universität Erfurt.
Vom 5. Dezember 2014 bis zum 5. Februar 2020 war er im Freistaat Thüringen im Kabinett Ramelow I Chef der Thüringer Staatskanzlei und dort zudem Minister für Kultur, Bundes- und Europaangelegenheiten. Am 22. Januar 2019 wurde er zum Antisemitismusbeauftragten der Landesregierung berufen. Seit dem 26. November 2019 war er zusätzlich kommissarischer Minister für Infrastruktur und Landwirtschaft.
Am 4. März 2020 wurde er im Kabinett Ramelow II erneut zum Minister seines bisherigen Ministeriums ernannt. Ebenso wurde ihm erneut vom 4. März 2020 bis zum 9. September 2021 die kommissarische Leitung des Ministeriums für Infrastruktur und Landwirtschaft übertragen. Zusammenfassend führte Hoff die Bezeichnung: „Minister für Kultur, Bundes- und Europaangelegenheiten und Chef der Staatskanzlei und Beauftragter der Landesregierung für jüdisches Leben in Thüringen und die Bekämpfung des Antisemitismus“. Mit dem Amtsantritt des Kabinetts Voigt schied er am 13. Dezember 2024 aus seinen Regierungsämtern aus.
Hoff ist Vater dreier Söhne. Er ist Fan des FC Bayern München.

## Parlamentstätigkeit

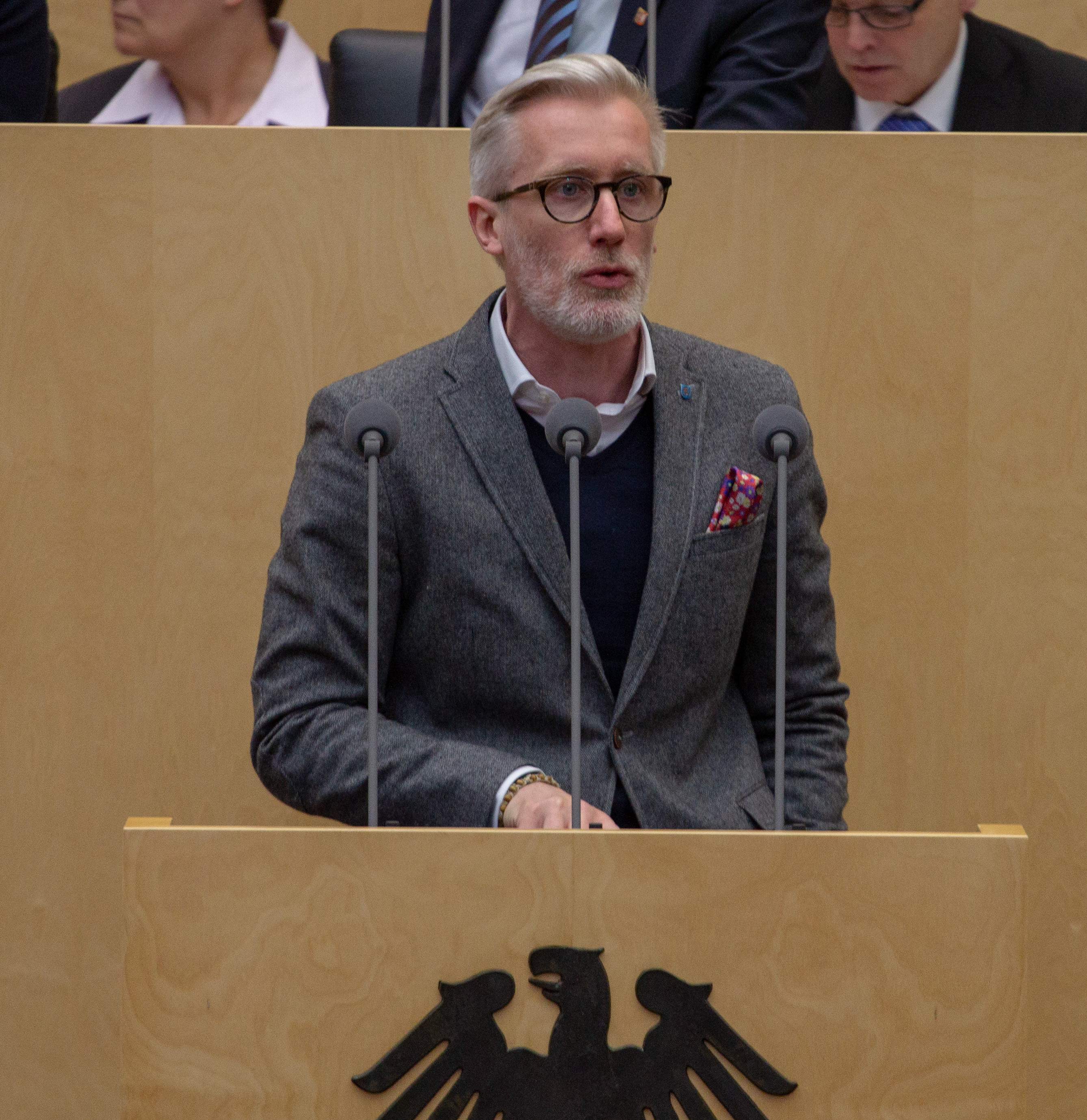
Hoff im Bundesrat, 2019

1995 sowie 1999 und 2001 wurde Hoff direkt in das Abgeordnetenhaus von Berlin gewählt, aus dem er 2006 ausschied.
Bei der Landtagswahl in Thüringen 2024 kandidierte er auf Platz 8 der Landesliste, nahm das errungene Mandat jedoch nicht an, da „die Regierungsbildung nach der Wahl absehbar schwierig werde“ und „er noch länger innerhalb der geschäftsführenden Landesregierung arbeiten“ müsse.

## Mitgliedschaften
1993 trat er in die PDS ein. Von 2004 bis Ende 2006 war er Mitglied des Bundesvorstandes der Rosa-Luxemburg-Stiftung und von 2010 bis 2013 Bundessprecher des Forums Demokratischer Sozialismus.
Er gehört der Gewerkschaft IG Metall sowie dem Arbeitskreis Parteienforschung der Deutschen Vereinigung für Politische Wissenschaft (DVWP) an. Zudem ist er Mitglied der Kulturpolitischen Gesellschaft (KuPoGe), im Bund demokratischer Wissenschaftlerinnen und Wissenschaftler (BdWI), in der Deutschen Vereinigung für Parlamentsfragen (DVParl) sowie im Förderverein der „Blätter für deutsche und internationale Politik“.
In der DDR war Hoff als Kind bzw. Jugendlicher Mitglied der Jungen Pioniere und der Freien Deutschen Jugend. 1990 trat er aus der FDJ aus und in den Unabhängigen Sozialistischen Jugendverband „Rosa Luxemburg“ ein, später in die MJV Junge Linke. Durch die Fusion von MJV Junge Linke und Jungdemokraten wurde er, mit kurzer Unterbrechung, 1992 Mitglied der JungdemokratInnen/Junge Linke. Zu dieser Zeit war Hoff außerdem Mitglied der Landesschülervertretung Berlin sowie der damaligen Bundesschülervertretung.
Hoff war Mitglied im Verwaltungsrat der Landwirtschaftlichen Rentenbank.

## Tätigkeit in Aufsichts-, Stiftungs- und Verwaltungsräten sowie Kuratorien
Seit Januar 2023:
- Präsident des Deutschen Nationalkomitees für Denkmalschutz[8]

Seit Oktober 2016:
- Mitglied im Aufsichtsrat Thüringer Tourismus GmbH

Seit Dezember 2014:
- Mitglied des ZDF-Fernsehrats
- Vorsitzender des Stiftungsrates der Klassik-Stiftung Weimar
- Vorsitzender des Stiftungsrates der Wartburg-Stiftung, Eisenach
- Vorsitzender des Stiftungsrates der Stiftung Gedenkstätten Buchenwald und Mittelbau-Dora
- Vorsitzender des Stiftungsrates der Kulturstiftung Thüringen
- Vorsitzender des Stiftungsrates der Kulturstiftung Meiningen/Eisenach

Jan. 2009 – Dez. 2011:
- Vorsitzender des Verwaltungsrates des Landeslabor Berlin-Brandenburg AöR
- Mitglied des Verwaltungsrates der Landwirtschaftlichen Rentenbank AöR

Dez. 2006 – Dez. 2011:
- Vorsitzender des Aufsichtsrates der Berliner Energieagentur GmbH

Okt. 2001 – Okt. 2006:
- Vorsitzender des Kuratoriums der Landeszentrale für politische Bildung Berlin

1995–2006:
- Mitglied der Kuratorien diverser Berliner Hochschulen sowie der Finanz- und Wirtschaftskommissionen der Universitätskliniken der HU Berlin sowie der FU Berlin

## Werke (Auswahl)
- mit Petra Sitte (Hrsg.): Politikwechsel in der Wissenschaftspolitik? Ein Lesebuch. Dietz, Berlin 2001, ISBN 3-320-02017-X.
- Länderneugliederung. Ein Modell für Ostdeutschland. In: Stadtforschung aktuell. Band 85. Leske und Budrich, Opladen 2002, ISBN 3-8100-3267-0.
- mit Harald Wolf (Hrsg.): Berlin – Innovationen für den Sanierungsfall. In: Stadtforschung aktuell. Band 103, Verlag für Sozialwissenschaften, 2005.
- Föderalismusreform in der Haushaltsnotlage. Perspektiven der Modernisierung bundesstaatlicher Ordnung. Nomos Universitätsschriften Politik Band 143, Baden-Baden 2007.
- Staatsverschuldung. Berliner Wissenschaftsverlag, Berlin, 2007.
- Die Linke: Partei neuen Typs? Milieus, Strömungen, Parteireform. VSA-Verlag, Hamburg, 2014.
- als Herausgeber: Neue Wege gehen. Wie in Thüringen gemeinsam progressiv regiert wird. VSA-Verlag, Hamburg 2023, ISBN 978-3-96488-184-7.
- Über die Praxis linken Regierens. Die rot-rot-grüne Thüringen-Koalition, Supplement der Zeitschrift Sozialismus 4/2023, ISSN 0721-1171